# Physica Status Solidi
Physica Status Solidi est une famille de revue scientifique du groupe John Wiley & Sons dans le domaine de la physique. Elle se divise en quatre revues : Physica Status Solidi (a) – Applications and Materials Science (Phys. Status Solidi A), Physica Status Solidi (b) – Basic Solid State Physics (Phys. Status Solidi B), Physica Status Solidi (c) – Current Topics in Solid State Physics (Phys. Status Solidi C) et Physica Status Solidi – Rapid Research Letters (Phys. Status Solidi Rapid Res. Lett.).